# Royal Botanic Society

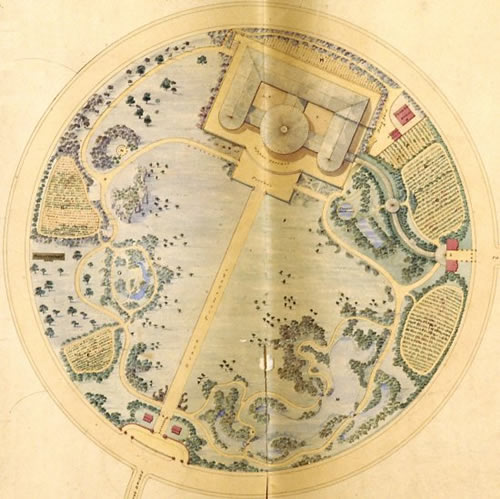
Une conception pour les jardins de la Royal Botanic Society à Regent's Park, Londres par Decimus Burton, 1840.

La Royal Botanic Society était une société savante fondée en 1839 par James de Carle Sowerby en vertu d'une charte royale au duc de Norfolk et à d'autres. Son but était de promouvoir « la botanique dans toutes ses branches et ses applications ». Peu de temps après sa création, la société a loué le terrain du cercle intérieur de Regent's Park, à Londres, sur environ 7,3 ha, pour l'utiliser comme jardin expérimental. Sowerby est resté secrétaire pendant environ 30 ans, et JB Sowerby et W. Sowerby ont également été secrétaires. Le jardin était ouvert aux membres et à leurs invités ainsi qu'au grand public moyennant des frais certains jours de la semaine. Il comprenait de grandes palmeraies et une maison de nénuphars. En été, des salons de fleurs, des fêtes et d'autres divertissements y ont eu lieu,,. 
En 1932, elle n'a pas réussi à obtenir un renouvellement du bail et la société a été dissoute. Son dossier survivant a été déposé à la bibliothèque publique de St. Marylebone. 
Le site est devenu Queen Mary's Gardens, géré par la Royal Parks Agency, et est entièrement ouvert au public sans frais dans le cadre de Regent's Park. 